# Súng ngắn TT
TT-33 (viết tắt của "Tokarev-Tula năm 1933", Tiếng Nga: 7,62-мм самозарядный пистолет Токарева образца 1933 года) là một loại súng ngắn bán tự động do Liên bang Xô-viết thiết kế và chế tạo. Trung Quốc chép lại TT-33 và gọi là "Type 54". Cách gọi K-54 ở Việt Nam xuất phát từ "kiểu năm 1954" này. Loại súng này được sản xuất hết sức rộng rãi.

## Lịch sử

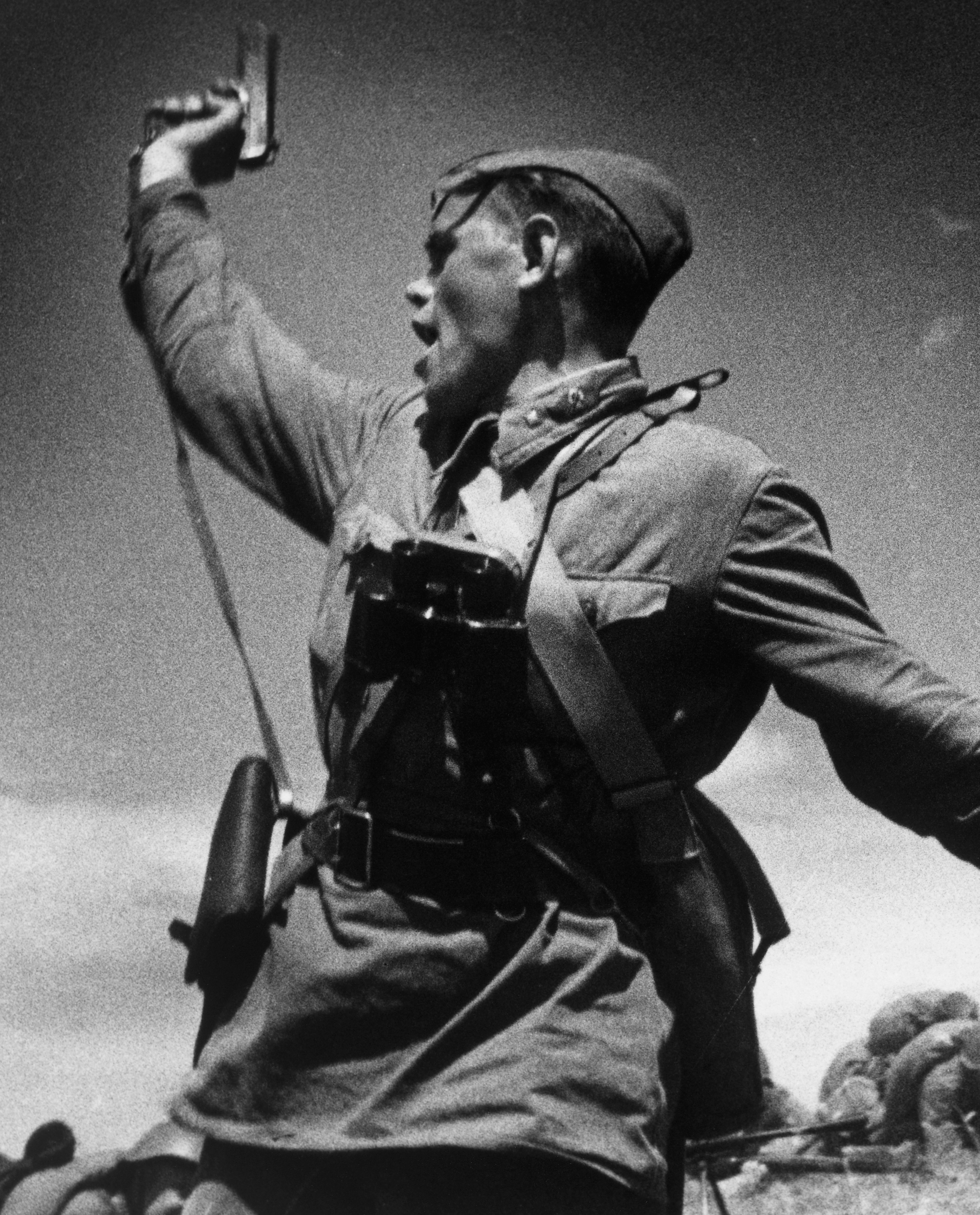
Một sĩ quan chỉ huy Hồng quân đang vung khẩu TT-33 ra lệnh cho đơn vị tấn công phát xít Đức trong Chiến tranh Vệ quốc vĩ đại.

Súng được nhà sáng chế Súng tự động lừng danh Fedor Tokarev thiết kế lần đầu tiên vào năm 1929, dự kiến thay thế cho súng ngắn tiền nhiệm Nagant M1895. Phiên bản chế thử cuối cùng được gọi là TT-30 đã vượt qua cuộc thử nghiệm quốc gia ngày 23 tháng 12 năm 1930 sau khi đã khắc phục một số nhược điểm. 
Ngày 12 tháng 2 năm 1931, lô súng dùng thử đầu tiên gồm 1.000 khẩu được xuất xưởng và trang bị cho các cấp chỉ huy Liên Xô thử nghiệm đại trà. Năm 1933, cải tiến cuối cùng được thực hiện là việc dùng cơ cấu cò đẩy thay cho cơ cấu cò quay. Năm 1934, phiên bản TT-33 được Ủy ban Quốc phòng Nhà nước chấp nhận đưa vào sản xuất hàng loạt và trang bị cho Hồng Quân. Súng được sản xuất và sử dụng với số lượng lớn trong Chiến tranh thế giới thứ hai đến những năm 1950. Việc sản xuất ở Liên Xô dừng lại năm 1954 khi nó còn chưa kịp thay thế hết khẩu tiền nhiệm Nagant M1895. Khẩu Makarov ra đời năm 1951 đã thay khẩu TT-33 trong trang bị tiêu chuẩn cho sĩ quan chỉ huy Liên Xô.
Tuy vậy, ở nước ngoài, súng tiếp tục được sản xuất với số lượng lớn, kể cả sao chép hợp pháp và không. Trung Quốc có Type-51, Type-54, Hungary có khẩu M20, Tiệp Khắc có khẩu M-48, Ba Lan có khẩu TU-90, Nam Tư có các khẩu M57 và M70A. CHDCND Triều Tiên có Type-68 đều là các phiên bản hoặc sao chép nguyên dạng khẩu TT-33. Các phiên bản xuất khẩu cho Ai-Cập Tokagypt-58 dùng cỡ đạn 9×19mm Parabellum. Hầu hết các nước xã hội chủ nghĩa đều đã sản xuất K-54 với số lượng lớn nhưng đến năm 1965, K-54 dần dần được thay bởi kiểu K-59 Makarov. Ở Việt Nam, việc sản xuất K-54 cũng chấm dứt vào năm 1990.
Hiện nay, chỉ còn Công ty Công nghiệp Hoa Bắc Trung Quốc vẫn sản xuất các phiên bản của súng TT-33 nhưng dùng đạn 9×19mm Parabellum, có tên mới là "Tokarev Kiểu 213". Súng có nhiều cải tiến ưu việt so với các phiên bản ban đầu. Các đường xẻ hẹp, súng mỏng, không cần tăng kích thước tay cầm để dùng đạn 9mm.
Khi xem qua các loại súng ngắn kiểu TT, dễ dàng nhận thấy rằng Fedor Tokarev đã bị ảnh hưởng bởi tác phẩm của John Moses Browning. Bên ngoài, nó gần giống với FN Model 1903. Bên trong, súng sử dụng cùng một hệ thống giảm độ giật ngắn được tìm thấy trong thiết kế súng lục năm 1911 của Browning. Ở các khu vực khác, TT-33 khác nhiều hơn so với các thiết kế của Browning - nó sử dụng tổ hợp búa/cò đơn giản hơn nhiều so với M1911. Cụm này có thể tháo rời khỏi súng lục dưới dạng một đơn vị mô-đun và bao gồm các môi nạp băng đạn được gia công, ngăn chặn việc nạp nhầm khi băng đạn bị hỏng được nạp vào băng đạn tốt  Các kỹ sư Liên Xô đã thực hiện một số thay đổi để giúp sản xuất và bảo trì dễ dàng hơn, đáng chú ý nhất là việc đơn giản hóa các vấu khóa nòng, cho phép thực hiện ít bước gia công hơn.

## Cấu tạo
Súng có cấu tạo vô cùng đơn giản, đáng tin cậy hơn nhiều so với kiểu lùi ngắn John Browning "FN Model 1903". Toàn bộ khẩu TT-33 được làm bằng thép tôi (trừ báng súng làm bằng gỗ hoặc nhựa). TT-33 không dùng một bulong hoặc đinh vít nào mà kết nối các bộ phận bằng các khe, rãnh, lẫy và chốt hãm.

### Thân súng
Làm bằng thép đúc liền gia công nguội, gồm khung báng để lắp ốp báng, hộp đạn và khung đẩy cò. Phía trước khung báng có khung cò để lắp cò súng gắn liền với khung cò. Phía trên khung cò là bệ trượt hình lòng máng để lắp nòng súng. Mặt trên thân súng có các khe xẻ ngang để lắp bệ búa đập, hai bên là rãnh dương dọc theo thân súng để lắp hộp khóa nòng.

### Nòng súng
Hình trụ rỗng hai đầu làm bằng thép tôi, lòng trong mạ Crom, có đường kính trong 7,62mm (tính theo khương tuyến âm). Trong nòng súng có 4 rãnh khương tuyến xoắn, bước xoắn 11mm. Cuối nòng súng có buồng đạn dài 25,1mm, đường kính 8,45mm để chứa vỏ đạn. Phía dưới buồng đạn có một chốt gập đục lỗ để kết nối với thân súng. Ở các phiên bản chế tạo sau năm 1947, nòng súng làm bằng hợp kim không gỉ.

### Hộp khóa nòng
Hay còn gọi là thanh trượt(slide) trong tiếng Anh,chứa và gắn liền với quy lát(bolt) để kéo quy lát lên đạn. Làm bằng thép đúc gia công nguội, phần đầu hình ống, phần sau hình chữ U. Trong hộp khóa nòng có các rãnh âm xẻ dọc để kết nối với thân súng, đầu khóa nòng có rãnh âm hở để cố định bao đầu nòng súng. Phía sau hộp khóa nòng có quy lát chứa kim hỏa và một lỗ đục ngang để chốt kim hỏa. Phần trên hộp khóa nòng có gắn đầu ngắm ở phía rước và bệ khe ngắm ở phía sau. Hai bên má ngoài phía sau của hộp khóa nòng có xẻ rãnh ngang để tăng ma sát khi dùng tay lên đạn. TT-33 sản xuất trước năm 1943 xẻ rãnh rộng và nông, TT-33 sản xuất từ năm 1943 có rãnh xẻ hẹp và sâu hơn.

### Bao đầu nòng

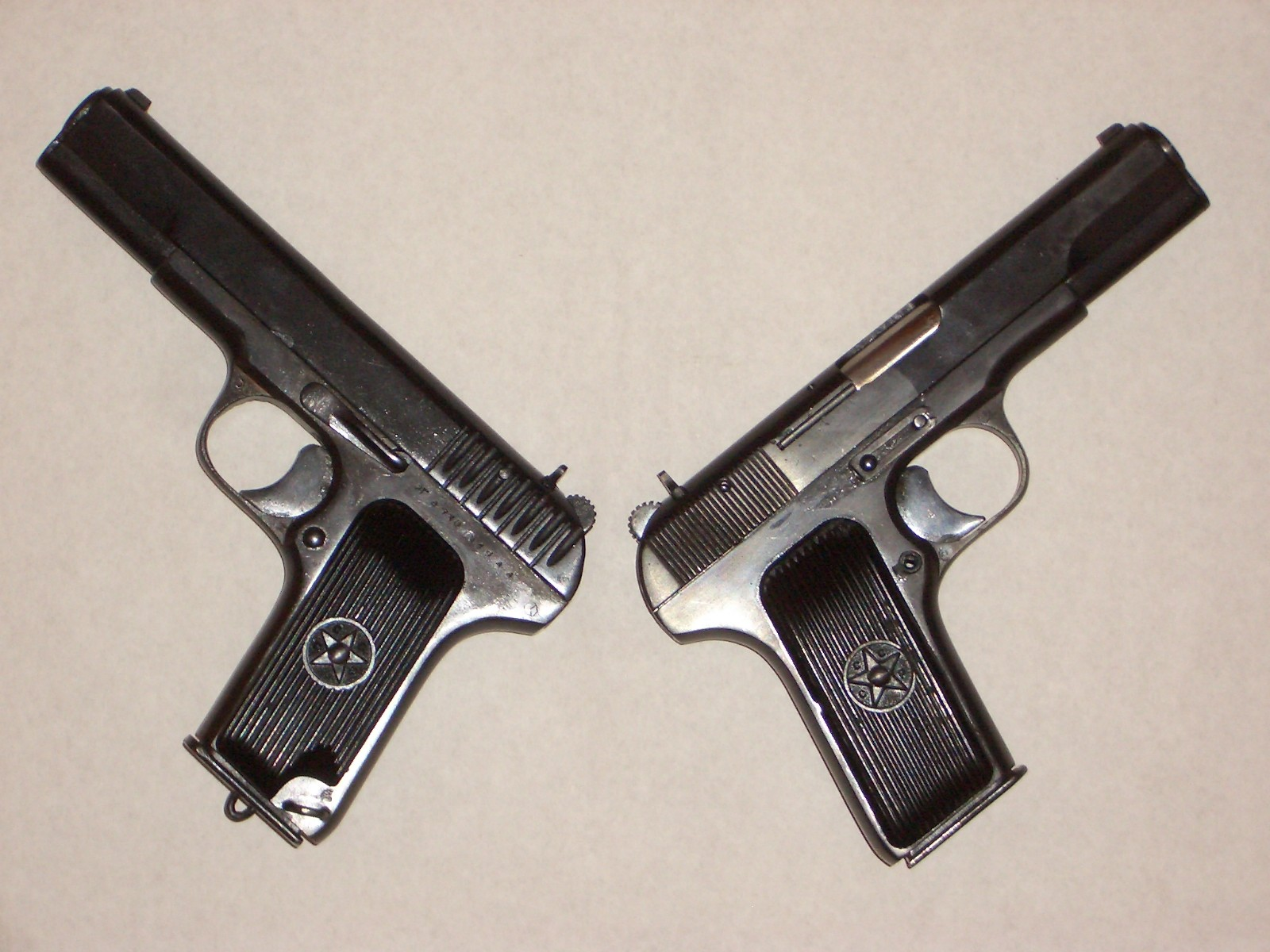
Khẩu TT-33 sản xuất trước năm 1943 (trái) và khẩu TT-33 sản xuất từ năm 1943 (phải)

Làm bằng thép đúc gia công nguội, hình vành khăn hai tấm, có hai lỗ để cố định nòng súng với hộp khóa nòng và cố định đầu lò xo đẩy về, có rãnh dương hở để cố định với hộp khóa nòng.

### Lò xo đẩy về
Có đường kính lớn hơn đường kính ngoài nòng súng 0,5mm, làm bằng thép tôi, dài hơn độ dài nòng súng từ 3 cm đến 4 cm.

### Các chốt lò xo đẩy về
Gồm chốt đầu hình tròn để kết nối với bao đầu nòng và chốt cuối hình nửa Oval để kết nối với hộp khóa nòng.

### Cò và khung đẩy
Cò súng làm bằng thép đúc, gia công nguội, hình trăng lưỡi liềm đậm nối liền với khung đẩy. Cò súng được lắp qua khe xẻ ở phần trước khung báng súng nối với khung cò.

### Bệ búa

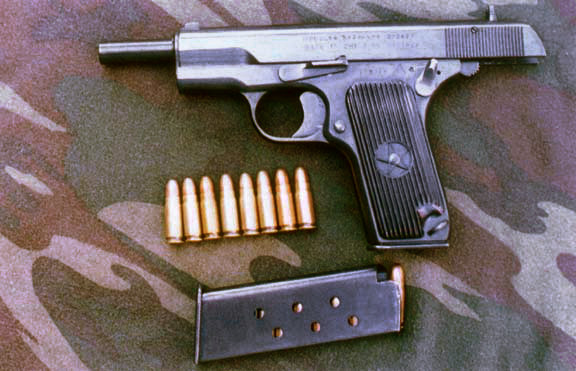
Một khẩu K-54 đang hết đạn

Đây là phần cấu tạo phức tạp nhất của khẩu TT-33 nhưng hoàn toàn không dùng một bulon hay đinh vít nào. Nó gồm một khung búa có khe để kết nối cố định với thân súng. Bên trong chứa búa đập, lò xo búa hình trụ, lẫy búa và lò xo lẫy hình lá. Tất cả đều được kết nối với nhau bằng các trục chốt. Hai bên má và đỉnh của hộp khóa nòng sẽ giữ bệ búa cố định trên thân súng khi súng hết đạn.

### Hộp tiếp đạn
Hình hộp chữ nhật có tiết diện Oval dẹt, phía trong chứa lò do đẩy đạn hình xoắn ốc, chứa được một hàng 8 viên đạn tiêu chuẩn 7,62x25mm Tokarev. Tại góc trái của tấm mặt đẩy đạn có một lẫy nhỏ. Khi súng hết đạn, lẫy này tạo thành chốt chặn không cho khóa nòng trả về vị trí sẵn sàng bắn để báo cho người sử dụng biết súng đang hết đạn.

### Báng súng
Gồm hai tấm ốp đối diện nhau hai bên tay cầm phía dưới thân súng; thường làm bằng nhựa Bakelit đúc, có xẻ rãnh dọc để tăng độ bám cho bàn tay cầm súng; gắn với thân súng bằng then xoay phía trong. Trong thời kỳ chiến tranh thế giới thứ hai, một số lớn khẩu TT-33 có ốp báng súng bằng gỗ.

## Đạn
Súng TT-33 sử dụng đạn có vỏ 7,62x25mm Tokarev. Đạn 7,62x25mm Tokarev có nhiều chủng loại: đạn xuyên, đạn cháy, đạn vạch đường nhưng TT-33 chỉ sử dụng đạn xuyên và đạn vạch đường.

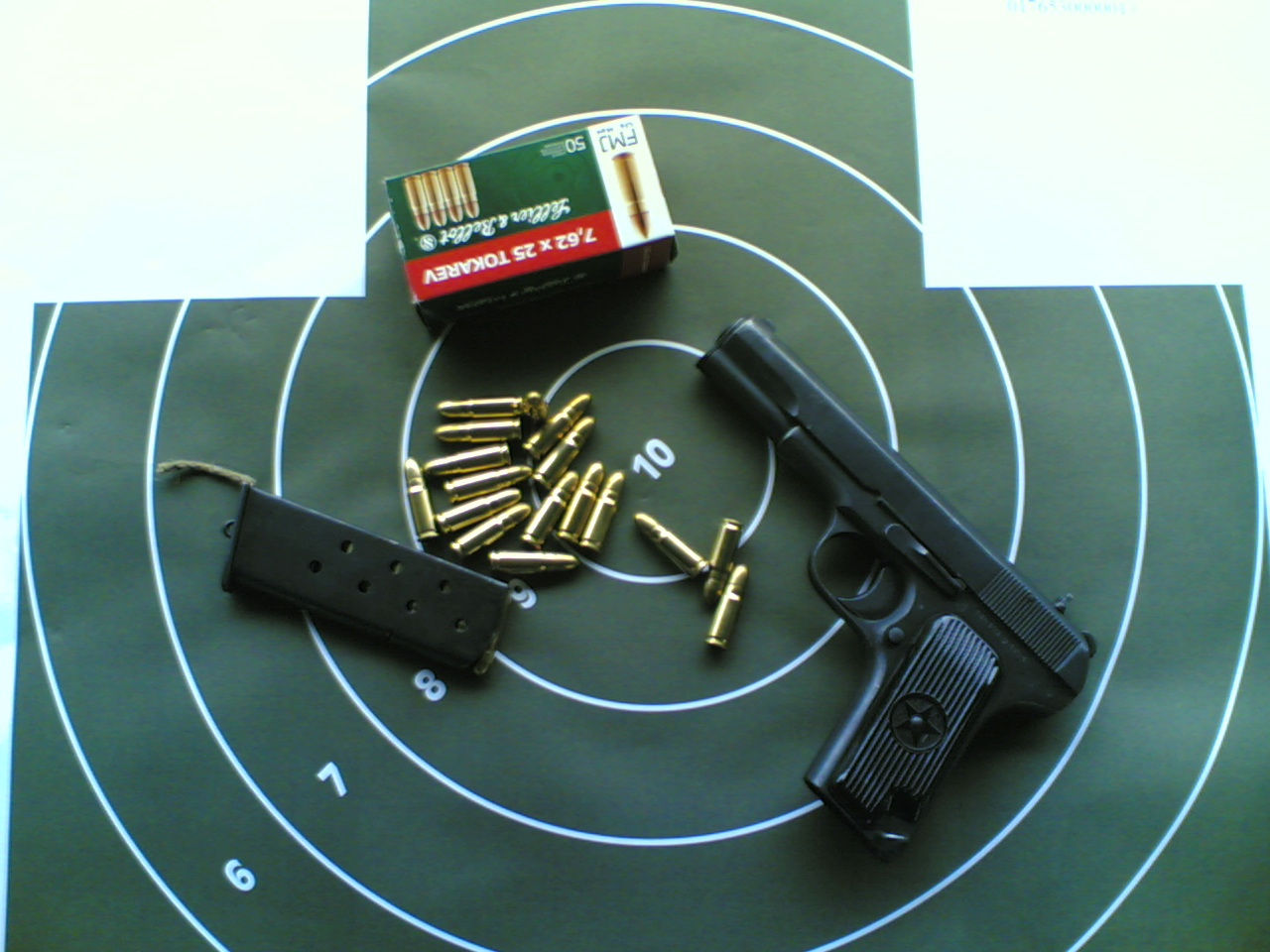
Một khẩu TT-33 do Liên Xô (cũ) sản xuất với các viên đạn 7,62 x 25 mm Tokarev vỏ đồng thau do Séc sản xuất

Hộp đạn của TT-33 chứa được một hàng đạn 8 viên. Người ta có thể lắp thêm viên thứ 9 trực tiếp vào buồng đạn của nòng súng trước khi tra hộp đạn đã lắp 8 viên vào thân súng.

## Ưu điểm và nhược điểm
Việc tháo lắp, bảo dưỡng, sửa chữa rất đơn giản, chỉ cần sử dụng hộp tiếp đạn và tay không là có thể tháo rời khẩu súng thành từng bộ phận để lau chùi, bảo dưỡng sửa chữa. Việc tháo lắp khó nhất là đối với bệ búa nhưng cũng chỉ cần một chiếc kìm và một đột tống chốt để thực hiện. Do cấu tạo đơn giản và khá đồng nhất nên các quân khí viên dễ dàng loại bỏ những cấu kiện bị hỏng và dồn ghép những cấu kiện còn hoạt động được thành một khẩu súng hoàn chỉnh mà không cần phải gia công thêm các chi tiết đó. Súng chịu được bùn lầy, đất cát, chỉ cần dùng dầu hỏa hoặc nước rửa qua là có thể sử dụng được.
Thiết kế điểm chạm của đạn trên mục tiêu có độ cao chênh lệch lên 15,6 cm so với điểm ngắm (ở cự ly 25 m) cho phép người sử dụng có thể quan sát toàn bộ mục tiêu trong khi ngắm bắn. Sức nổ trên dưới 500 jun của thuốc đạn trong chiều dài nòng súng là 116mm cho phép tạo nên sơ tốc lớn khi đầu đạn ra khỏi nòng súng, kéo tầm bắn có hiệu quả (với độ tản mát dưới 35 cm) lên đến 50 m hoặc hơn nữa tùy phiên bản.
Hai nhược điểm lớn nhất của súng: Một là chất lượng gờ bám tồi. Quá trình bắn lâu ngày mài mòn gờ bám giữa khóa nòng và thân súng, dẫn đến sai lệch giữa trục nòng súng và trục thước ngắm, làm cho đường đạn thiếu chính xác so với những khẩu súng ngắn khác; hai là tay cầm của súng đứng, không phù hợp với tư thế tự nhiên và gây mỏi tay cho xạ thủ. Cải tiến đáng kể nhất ở bản Tokagypt-58 của Ai Cập dùng đạn 9×19mm Parabellum nhưng do phản lực của sức nổ viên đạn 9mm lớn hơn nên móc đạn dễ làm rách vành chân vỏ đạn, làm tắc vỏ đạn trong buồng đạn và người bắn buộc phải dùng tay và thông nòng để tống vỏ đạn đã bắn ra khỏi buồng nòng thì mới tiếp tục bắn được.

## Các thông số

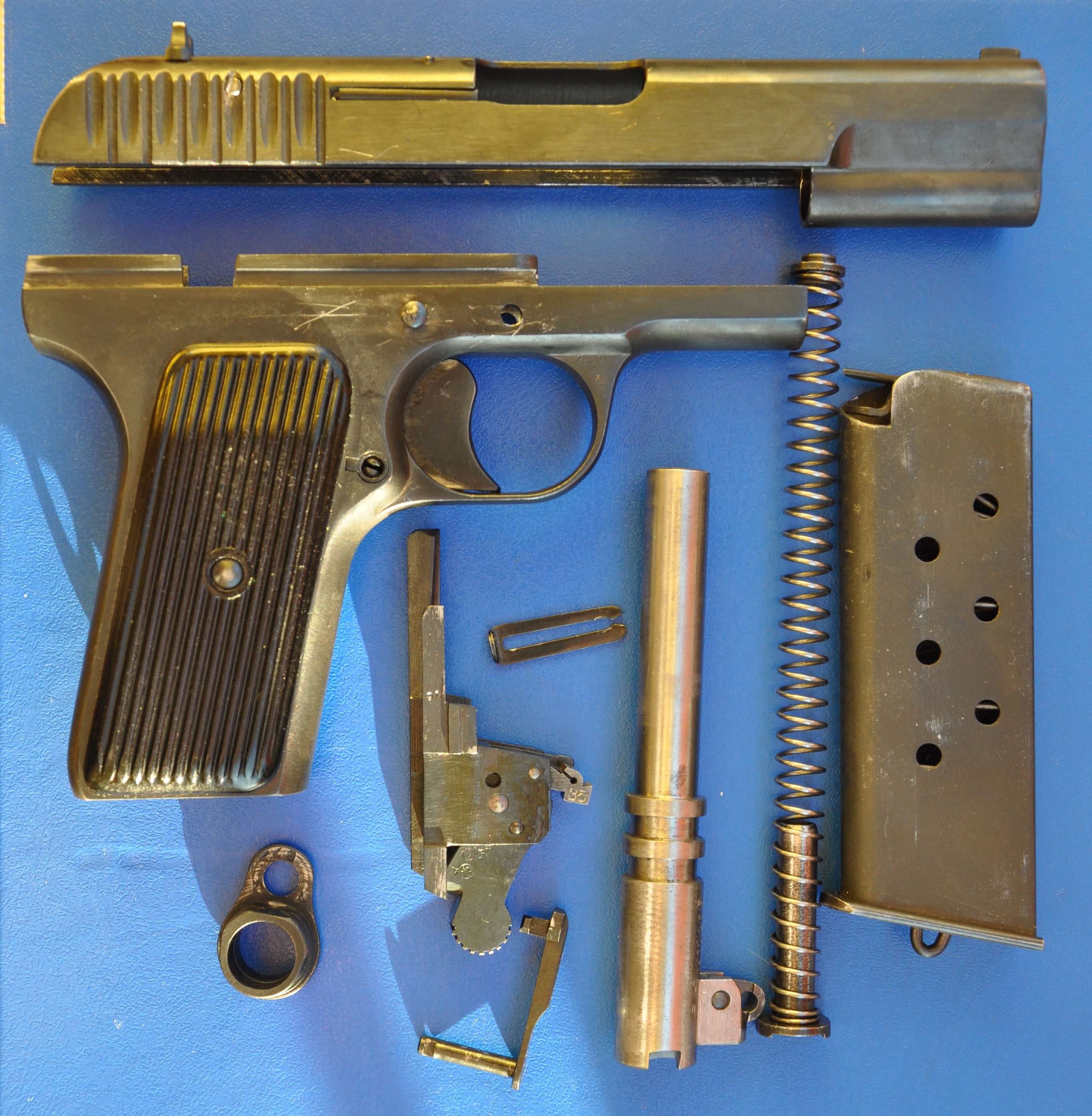
Các bộ phận đã tháo rời của một khẩu K-54 (Từ trên xuống dưới, từ trái sang phải):
-Khóa nòng
Thân súng-Bệ búa-Then khóa chốt-Nòng-Lò so đẩy về-Hộp tiếp đạn
Bao đầu nòng-Chốt liên kết (kiêm lẫy báo hết đạn)

- Tên: TT-33 (Trung Quốc gọi là T-54, Việt Nam gọi là K-54).
- Kiểu: súng ngắn bán tự động.
- Trọng lượng: 840 g; (cả đạn): 910 g.
- Dài: 196mm.
- Nòng dài: 116mm.
- Đường kính nòng (khương tuyến âm): 7,62mm.
- Số đường khương tuyến: 4.
- Sơ tốc đầu nòng: 420 m/giây.
- Tốc độ đạn xoay trong nòng: 4000 vòng/giây.
- Băng đạn: 8 viên.
- Cỡ đạn: 7,62x25mm Tokarev
- Chế độ bắn: từng phát.
- Cơ chế nạp đạn: tự động bằng khóa nòng lùi.
- Cơ chế thoát vỏ đạn: móc kéo thẳng.
- Cơ chế điểm hỏa: kim hỏa - hạt nổ.
- Cơ chế vận hành búa đập: lò xo nén bởi khóa nòng lùi, búa đập quay 1/4 vòng tròn.
- Tầm đạn rơi tối đa: 500m (với góc xạ kích 45 độ).
- Tầm bắn sát thương: đến 150 m.
- Tầm bắn thẳng hiệu quả: 25 – 45 m.

## Các phiên bản và cải tiến

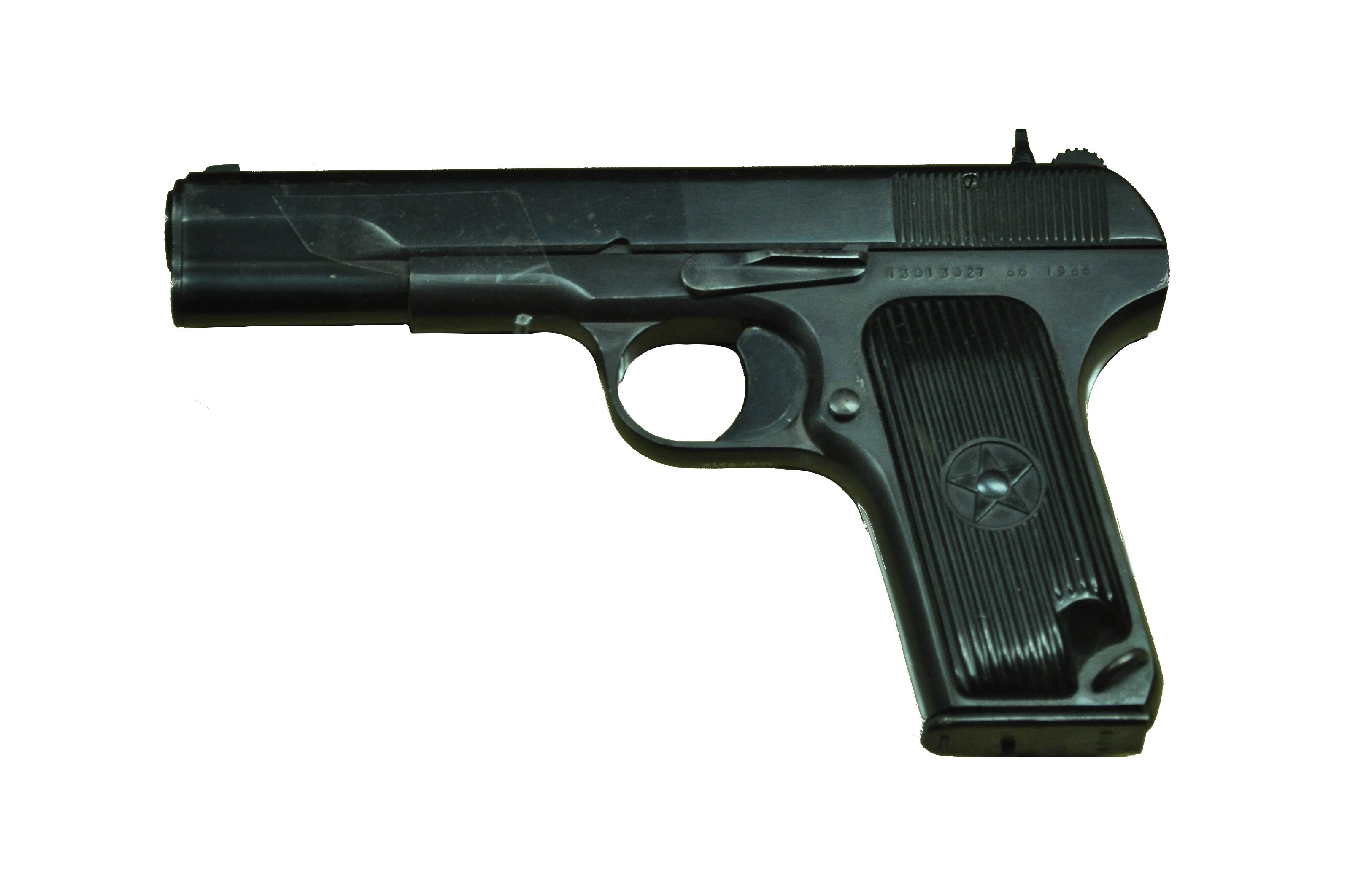
Phiên bản K-54 do Trung Quốc sản xuất năm 1966

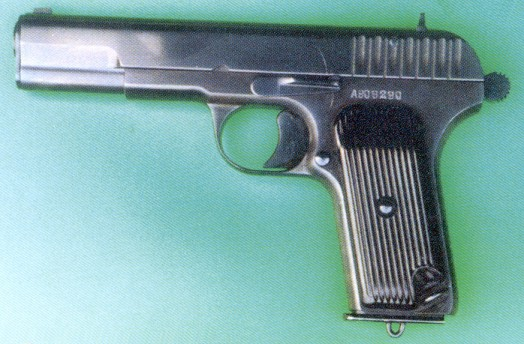
Phiên bản TT-33 (kiểu trước Chiến tranh thế giới II) do CHND Ba Lan sản xuất

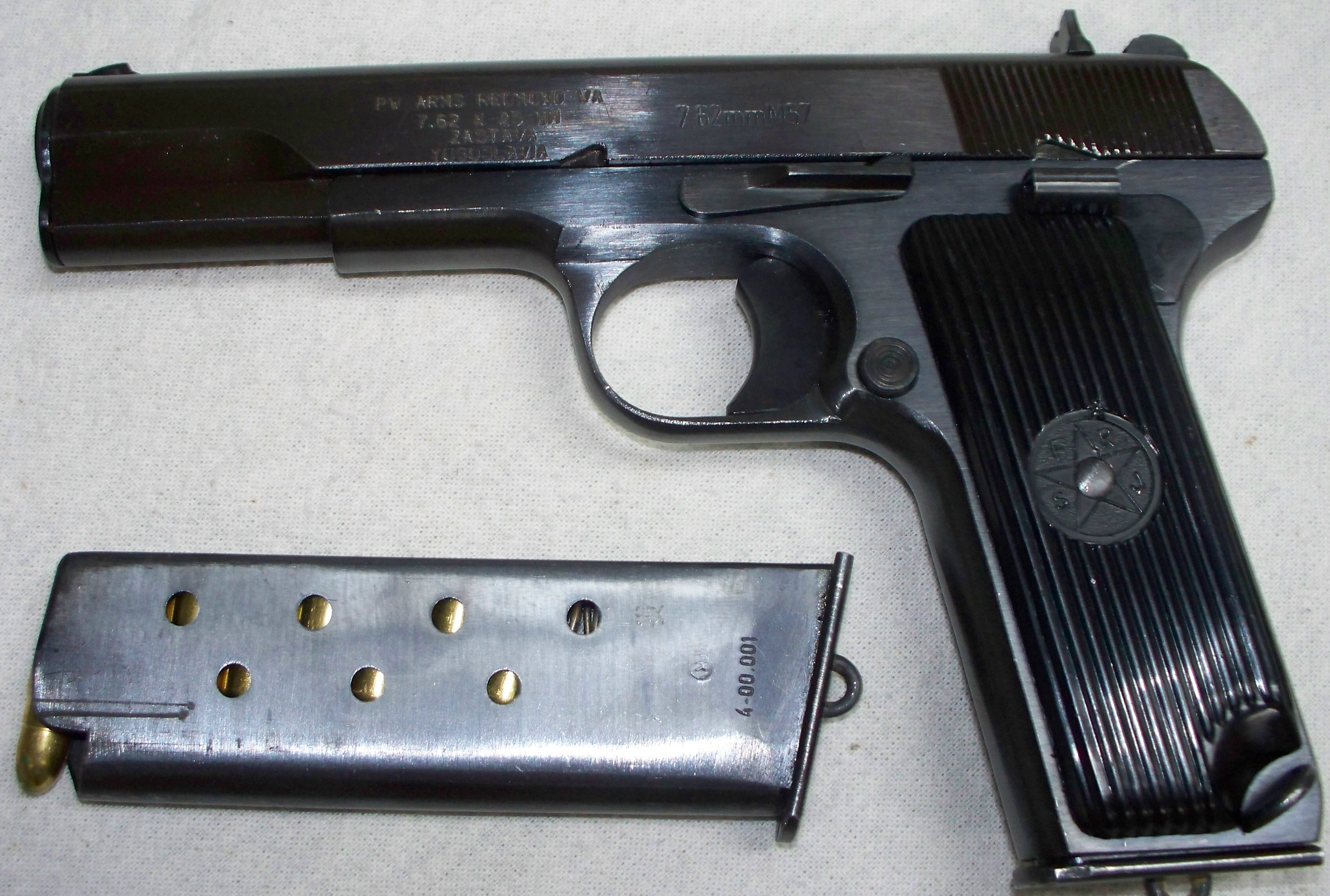
Phiên bản "Zastava M57" do Nam Tư sản xuất năm 1957

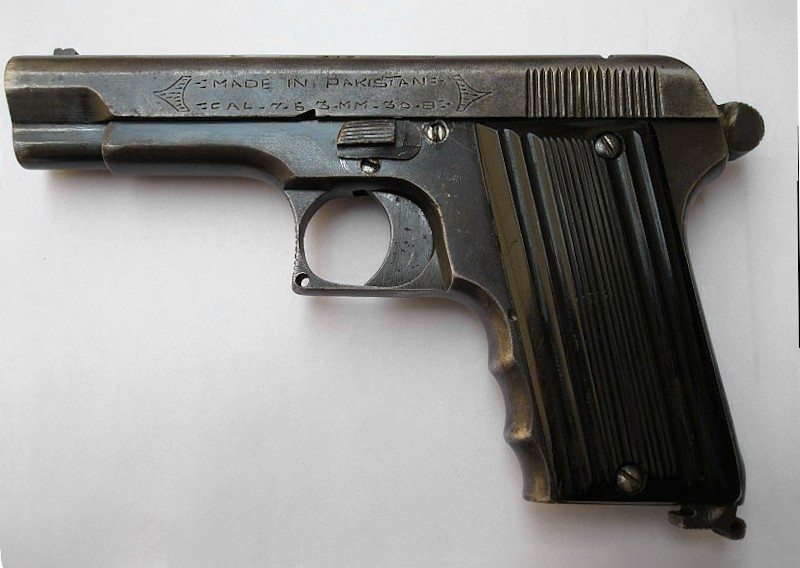
Phiên bản TT-33 do Pakistan sản xuất

### Liên Xô
- TT-30: Sản xuất từ 1930 đến 1933, số lượng khoảng 93.000 khẩu.[15]
- TT-33: Phiên bản sửa đổi và đơn giản hóa hơn so với mẫu TT-30.[11] [8]
- TT-3: TPhiên bản huấn luyện sử dụng cỡ đạn .22 long rifle, chưa hoàn thành giai đoạn thử nghiệm.[16]
- TT-4:Phiên bản TT-3 với nòng dài hơn, chưa hoàn thành gia đoạn thử nghiệm.[16]

### Các nước khác
- Hungary: Tổ hợp FEG bắt đầu chế tạo TT-48 theo nguyên mẫu TT-33 từ năm 1948 đến 1958. Năm 1958, phiên bản TT-58 (còn gọi là M20) có góc tay cầm 75o nhỏ hơn nguyên bản 5o. Điểm chạm có khoảng cách 200mm phía trên điểm ngắm ở cự ly 25 m.
- Việt Nam: Sản xuất K-54 theo nguyên mẫu lấy từ Trung Quốc.
  - K14:  Súng ngắn K14 được phát triển dựa trên khẩu K54VN sử dụng cỡ đạn 7,62x25mm Tokarev với nòng súng dài hơn nhằm tăng độ chính xác, thân súng làm lớn lên cho phép chứa băng đạn 13 viên. Súng ngắn K14 ưu việt hơn 2 phiên bản K54 (gồm K54VN và K54M2 đều do Việt Nam sản xuất) ở điểm:  - Kết cấu nòng súng được thiết kế dài hơn nòng K54VN (12,7mm so với 11,9mm nòng cũ)  - Kích thước nòng súng, buồng đạn, đường kích ngoài và các kích thước khác chính xác hơn - Đối với thân khóa nòng, súng ngắn K14 được thiết kế dài hơn cho phù hợp với nòng súng, các kích thước rãnh trượt chính xác hơn để rà lắp chính xác và giảm độ sai lệch khi bắn - Trên thân súng, phần tay cầm được thiết kế dày và dài hơn để chứa hộp tiếp đạn hai hàng so le 13 viên, đáp ứng được khả năng bắn nhiều hơn, chính xác hơn với tầm bắn hiệu quả lên tới 55–60 m, ngoài ra còn ứng dụng được cho các bài thi đấu tập luyện
- Ai Cập: Sản xuất phiên bản Tokagypt-58 sử dụng đạn 9×19mm Parabellum
- Trung Quốc:
  - K-51: dập theo nguyên mẫu TT-33 trước Chiến tranh thế giới thứ 2, ngoại hình tương đồng với TT-33 ngoài trừ phần đánh dấu bên trái.[17] Hơn 235,000 khẩu được sản xuất từ năm 1951 đến 1954.[18]

- - K-54: Sản xuất theo mẫu M20 của Hungary nhưng thay đổi độ cao đầu ruồi và khe ngắm. Điểm chạm có khoảng cách 156 mm phía trên điểm ngắm ở cự ly 25 m như TT-33 nguyên bản.[18]
  - M213: Phiên bản thương mại do "Norinco" sản xuất, sử dụng đạn 9×19mm Parabellum, hộp đạn một hàng 8 viên.
  - M213A: Phiên bản thương mại do "Norinco" sản xuất, sử dụng đạn 9×19mm Parabellum, hộp đạn hai hàng so le 14 viên.
  - M213V: Phiên bản thương mại do "Norinco" sản xuất, sử dụng đạn 9×19mm Parabellum được thiết kế thêm một chốt an toàn chặn búa đập khi súng ở trạng thái đạn đã lên nòng.
  - TU-20[19]
- CHDCND Triều Tiên: Sao chép nguyên bản TT-33, gọi là M68.
- Ba Lan: Sao chép nguyên bản TT-33, gọi là PW wz.33 (Pistolet Wojskowy Wzor 33), dừng sản xuất vào năm 1960.
- Romania: Một số phiên bản TT-33 sau chiến tranh được sản xuất vào những năm 1950, gọi là Cugir Tokarov
- Nam Tư: Phiên bản cải tiến nhiều nhất Zastava M57 được sản xuất từ 1957 đến 1970, có tay cầm dài hơn để lắp hộp tiếp đạn 9 viên, thiết kế thêm một chốt an toàn chặn búa đập khi súng ở trạng thái đạn đã lên nòng; đến năm 1970 được tăng kích cỡ nòng và buồng đạn để sử dụng đạn 9 mm gọi là Zastava M70. Súng có uy lực lớn hơn ở tầm gần nhưng trọng lượng rỗng (không đạn) lên đến 900 g và sơ tốc đầu đạn giảm còn 370 m/s.
- Iraq: Một số phiên bản TT-33 và K-54 được sản xuất trong vòng 30 năm trước khi chế độ Saddam Hussein sụp đổ.
- Pakistan: Phiên bản Type-54 Trung Quốc được POF (Pakistani Ordnance Factories) sản xuất.

## Chuyển đổi mục đích sử dụng

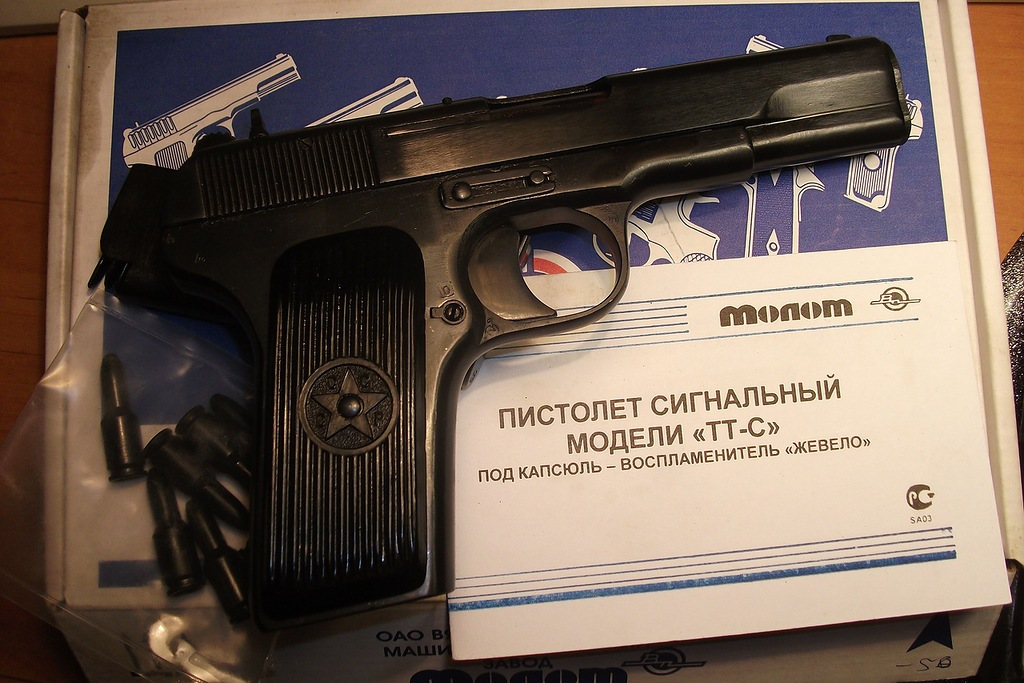
Súng bắn pháo sáng TT-S dựa trên nguyên mẫu TT-33

### Thể thao
- P-3: phiên bản huấn luyện thể thao quốc phòng, dùng đạn 5,6x15 mm.
- S-TT: Phiên bản súng ngắn thể thao tiêu chuẩn ra đời tại Nga tháng 5 năm 2012.

### Vũ khí hỗ trợ phòng vệ
- VPO-501 "Lider": Phiên bản súng bắn đạn cao su 10 x 32mm, do nhà máy "Vyatskie Polyanski" sản xuất từ 2005.
- VPO-501 "Lider M": Phiên bản súng VPO-501 "Lider" cải tiến bắn đạn cao su 11,43 x 32mm.
- TT-T: Phiên bản súng bắn đạn cao su 10 x 28mm do Công ty cổ phần "Zavod V. A. Degtyarev" sản xuất năm 2011.
- MP-81: Phiên bản súng bắn đạn cao su 9mm do Nhà máy cơ khí Izhevsk thiết kế và sản xuất năm 2008.
- MP-81: Phiên bản súng bắn đạn cao su 4,5mm do Nhà máy cơ khí Izhevsk thiết kế và sản xuất năm 2008 do MVD đặt hàng trang bị cho cảnh sát, không có phiên bản thương mại.
- TTP: Phiên bản súng bắn đạn cao su 9mm do công ty "SOBR" của Ukraina chế tạo.

### Súng hơi
Các phiên bản MP-656k; Gletcher TT; Gletcher TT NBB; TTP "SOBR" và Crosman C-TT sử dụng đạn súng hơi 4,5mm

### Súng bắn pháo sáng
Phiên bản TT-S dựa trên phiên bản VPO-501 "Lider" dùng để bắn pháo sáng hoặc đạn vạch đường KV21.